# نورمن‌ها
نورمن‌ها (زبان نورمان: Normaunds; فرانسوی: Normands‎; لاتین: Nortmanni/Normanni; زبان نورس باستان: Norðmaðr) جمعیتی قرون وسطی بودن که در دوک‌نشین نرماندی از آمیختگی بین مهاجران وایکینگ نورس و مردم محلی فرانک باختری به وجود آمدند.
شهرک های نورس در فرانک باختری به دنبال یک سری حملات به سواحل شمالی فرانسه عمدتاً از دانمارک انجامید، اگرچه برخی از آنها نیز از نروژ و سوئد می آمدند.  این شهرک‌ها سرانجام زمانی مشروعیت یافتند که رولو، دوک نورماندی، یک رهبر وایکینگ اسکاندیناوی، پس از محاصره شارتر در سال ۹۱۱، با پادشاه شارل سوم فرانک باختری تعهد وفاداری یاد کرد. 
اختلاط در نرماندی یک هویت قومی و فرهنگی "نورمن" را در نیمه اول قرن دهم ایجاد کرد، هویتی که در طول قرن ها به تکامل خود ادامه داد.  نورمن ها در طول زمان فرهنگ و زبان فرانسوی ها را پذیرفتند، در حالی که سنت رزمی اجداد وایکینگ خود را به عنوان مزدور و ماجراجو ادامه دادند. در قرن یازدهم، نورمن ها از دوک نشینی، به فتح انگلستان و ایتالیای جنوبی پرداختند. 
سلسله نورمن تأثیر سیاسی، فرهنگی و نظامی عمده ای بر اروپای قرون وسطی و خاورمیانه گذاشت.  نورمن ها از نظر تاریخی به دلیل روحیه رزمی و در نهایت اعتقاد به تقوای کاتولیکی و تبدیل شدن به شارحان ارتدکس کاتولیک جامعه رمانس شهرت پیدا کردند. شهرک نشینان اولیه نورس زبان‌های گالی-رومی سرزمین فرانک را که در آن ساکن شده بودند با گویش نورمنی باستان آنها که به نورمنی مدرن تبدیل شده، پذیرفتند. زبان نورمنی یک زبان ادبی مهم که امروزه هنوز در بخش هایی از سرزمین اصلی نرماندی (گوش کوتنتینایس و کوشوا) و در نزدیکی جزایر مانش (گویش جرزی و گرنزی) گفت و گو میشود.

## پیشینه

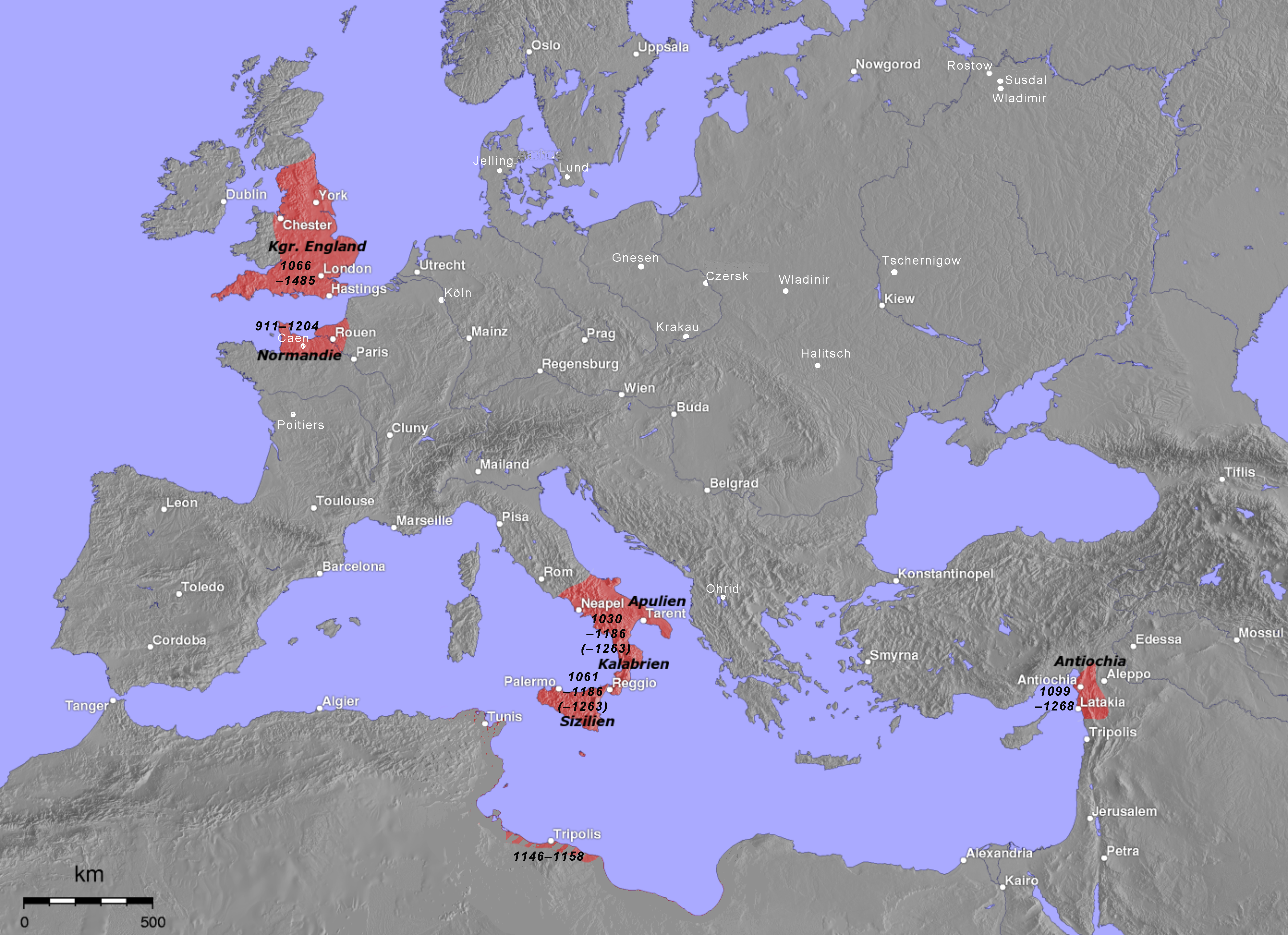
توسعه نورمن‌ها در ۱۱۳۰ میلادی

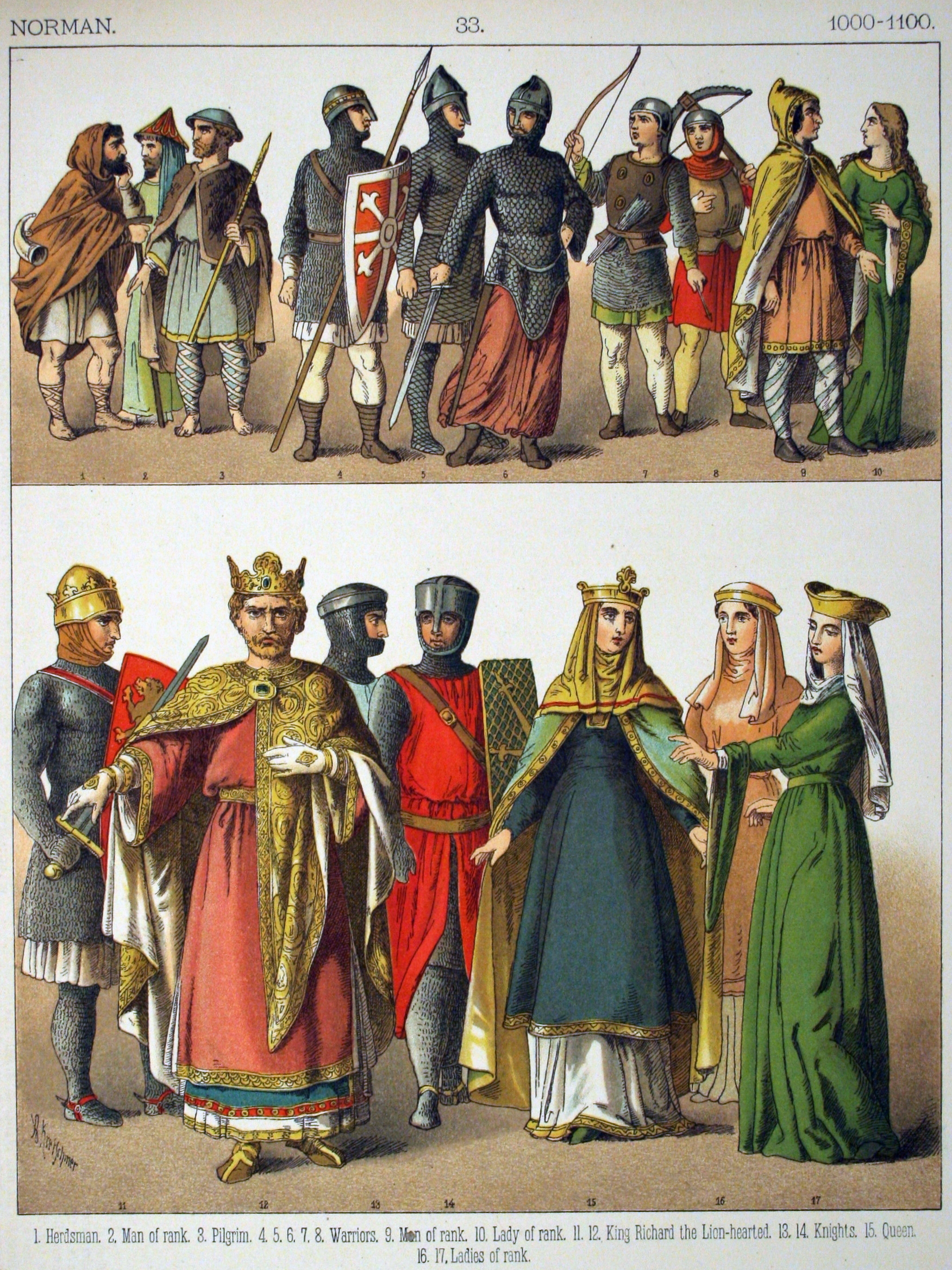
نورمن‌ها، ۱۰۰۰–۱۱۰۰ میلادی

نورمن‌ها یکی از اقوام وایکینگ بودند. نورمن‌ها ابتدا به شمال فرانسه رفتند و در آنجا به جنگ با پادشاهان فرانسه (فرانکیای غربی) پرداختند. پادشاه فرانسه (شارل سوم) به آنان حکومتی خودمختار داد و به شرطی که ایشان از مرزهای شمالی فرانسه در برابر دیگر اقوام وایکینگ حفاظت کنند. روبر یکم توانست رولو رهبر وایکینگ‌ها را به آیین مسیحیت درآورد. آن منطقه که نورمن‌ها در آنجا ساکن شدند از طرف مردم فرانسه نورماندی نامگذاری شد و اکنون نیز همین نام را بر خود دارد.